# Wanstead (métro de Londres)
Pour le quartier, voir Wanstead.
Wanstead est une station de la Central line, du métro de Londres, en zone 4. Elle est située à Wanstead dans le borough londonien de Redbridge.

## Situation sur le réseau
La  station se trouve sur la Central line entre les stations Leytonstone et Redbridge. Elle est en zone 4.

## Histoire
Engagé en 1930, la construction de la station souterraine, dénommée Wanstead due à l'architecte Charles Holden, est retardée du fait de la Seconde Guerre mondiale, elle est mise en service le 14 décembre 1947,.

## Services aux voyageurs

### Accès et accueil
La station est située sur The Green à Wanstead.

### Desserte

Installations et desserte
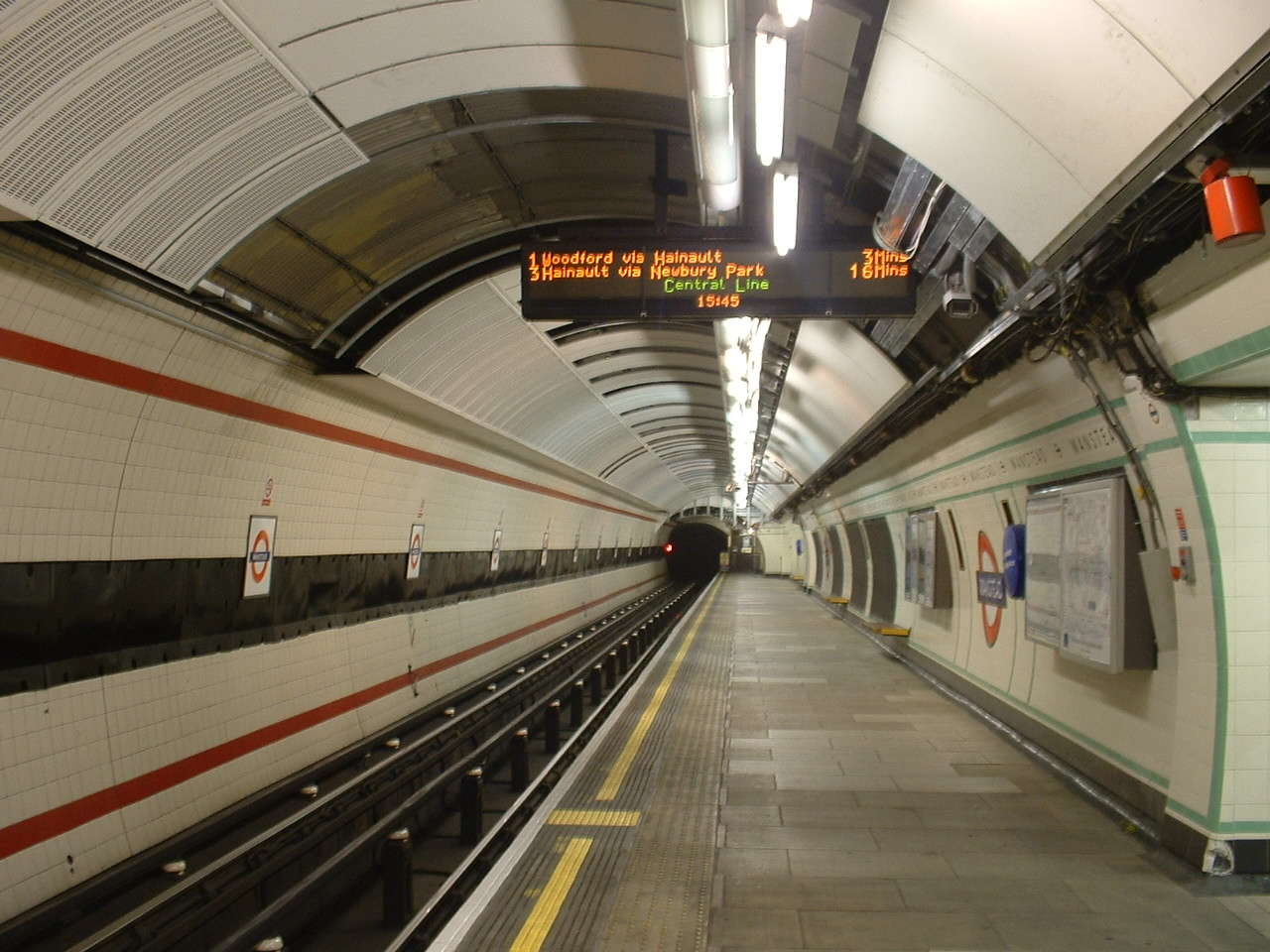
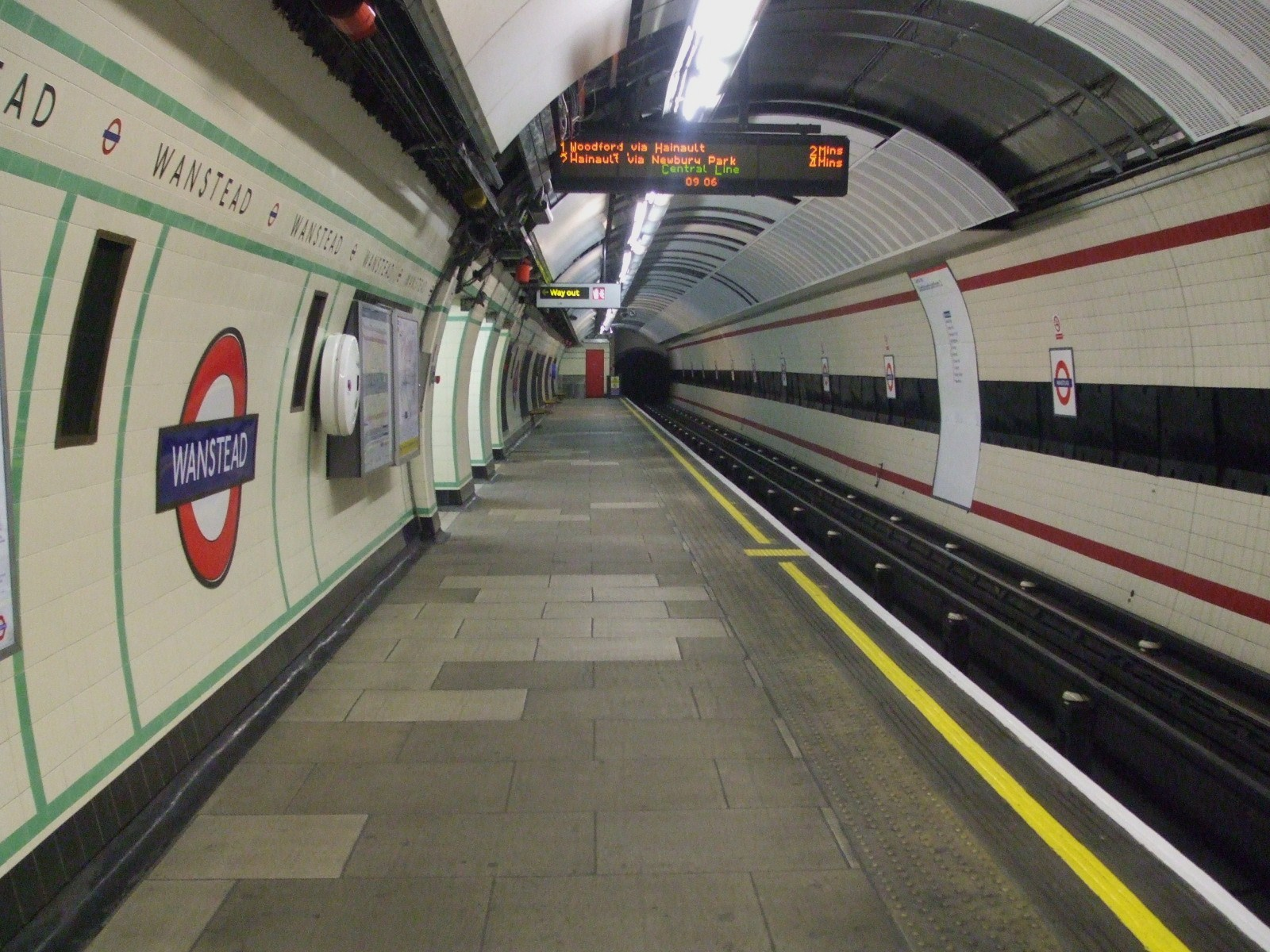
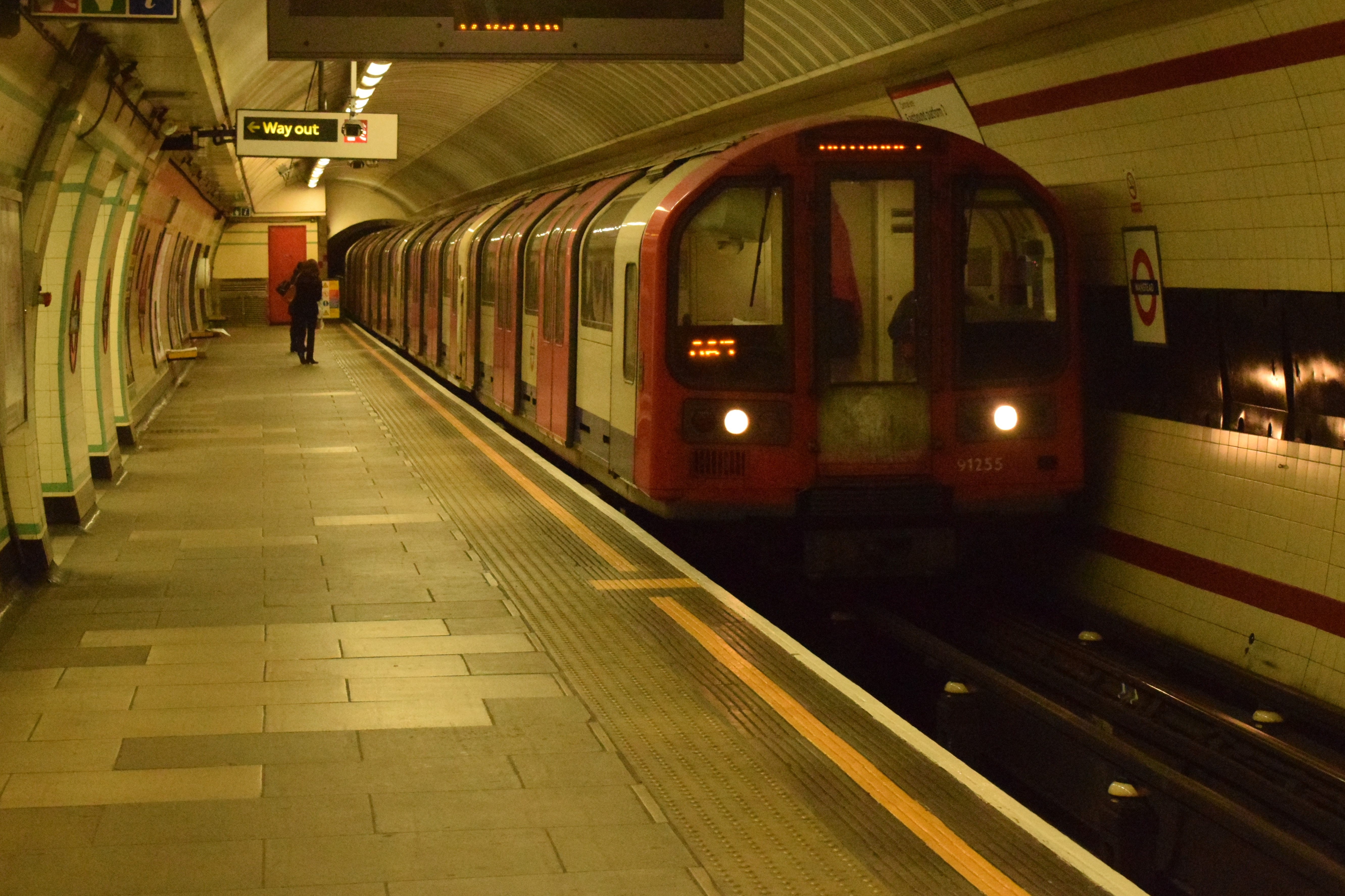

## À proximité
- Wanstead